# Marblepsis ochrobasis
Marblepsis ochrobasis är en fjärilsart som beskrevs av Collenette 1938. Marblepsis ochrobasis ingår i släktet Marblepsis och familjen tofsspinnare. Inga underarter finns listade i Catalogue of Life.